# Список эпизодов телесериала «Мёртвые, как я»
«Мёртвые, как я» — американский комедийно-драматический телесериал с Эллен Муф и Мэнди Патинкином в роли жнецов смерти в городе Сиэтл, расположенном в штате Вашингтон в США.

## Обзор
| Сезон | Сезон | Эпизоды | Оригинальная дата показа | Оригинальная дата показа | Дата выхода на DVD | Дата выхода на DVD | Дата выхода на DVD |
| Сезон | Сезон | Эпизоды | Премьера сезона          | Окончание сезона         | Регион 1           | Регион 2           | Регион 4           |
| ----- | ----- | ------- | ------------------------ | ------------------------ | ------------------ | ------------------ | ------------------ |
|       | 1     | 14      | 27 июня 2003             | 26 сентября 2003         | 15 июня 2004       | 20 июня 2005       | 12 июля 2005       |
|       | 2     | 15      | 25 июля 2004             | 31 октября 2004          | 19 июня 2005       | 16 апреля 2007     | 18 июля 2007       |

## Список серий

### Сезон 1 (2003)
| № общий | № в сезоне | Название                                     | Режиссёр              | Автор сценария                              | Дата премьеры    |
| --- | ---------- | -------------------------------------------- | --------------------- | ------------------------------------------- | ---------------- |
| 1 | 1          | «Pilot» «Начало»                             | Скотт Винант          | Брайан Фуллер                               | 27 июня 2003     |
| Обычную жизнь 18-летней девушки по имени Джорджия Ласс прервало туалетное сидение со станции «Мир». Джордж узнает, что жизнь после смерти существует, однако её представления о ней в корне не соответствуют действительности. Теперь она немёртвая - жнец Смерти, и должна собирать души умерших, отправляя их к огонькам. Джордж знакомится с такими же жнецами, как она - Рубом, Мейсоном, Рокси и Бетти - и навещает свою, теперь уже бывшую, семью, начиная переосмысливать свою старую жизнь. Сможет ли она смириться со своей новой жизнью, забыть свою семью, сможет ли свыкнуться со своей новой работой? |            |                                              |                       |                                             |                  |
| 2 | 2          | «Dead Girl Walking» «Девочка-мертвец идёт»   | Кевин Даулинг         | Брайан Фуллер                               | 4 июля 2003      |
| Джордж пытается привыкнуть к своей новой жизни, однако у неё это не слишком получается. Она пытается уклониться от обязанностей жнеца, но потом понимает, у неё нет выбора, и придется жить по правилам, хочет она того или нет. К тому же, даже немертвой девушке нужны средства для существования, и поэтому она возвращается в контору Счастливые денёчки, чтобы найти там работу. Параллельно Джордж замечает, что её смерть не прошла без последствий для её семьи, особенно для младшей сестры Реджи, которую она игнорировала при жизни и которую начинает узнавать только сейчас.                          |            |                                              |                       |                                             |                  |
| 3 | 3          | «Curious George» «Любопытная Джорджия»       | Питер Лоэр            | Питер Око                                   | 11 июля 2003     |
| Джордж пытается связаться со своей семьей, но понимает, что старых связей больше нет, нет возврата к старой жизни. Все имеет свою цену, и даже жизнь после смерти. |            |                                              |                       |                                             |                  |
| 4 | 4          | «Reapercussions» «Обмануть систему»          | Питер Лоэр            | Ден Фэсман и Гарри Виктор                   | 18 июля 2003     |
| Джордж не может жить по правилам, её одолевает любопытство, можно ли найти лазейку в системе. Она пытается спасти человека, но понимает, что каждое действие имеет свои последствия. |            |                                              |                       |                                             |                  |
| 5 | 5          | «Reaping Havoc» «Беспорядочная жатва»        | Джеймс Маршалл        | Джей Джей Фибин                             | 25 июля 2003     |
| Джордж понимает, что даже у немертвой есть банальные человеческие потребности. Например, ей нужен друг, не коллега или наставник, а именно друг. Но тот человек, кого она уже было посчитала своим другом, уходит, снова оставляя её одну. Джордж понимает: её жизнь после смерти на самом деле мало чем отличается от обычной — она так же наполнена радостями, болью и потерями… |            |                                              |                       |                                             |                  |
| 6 | 6          | «My Room» «Моя комната»                      | Дэвид Гроссман        | Ден Фэсман и Гарри Виктор                   | 1 августа 2003   |
| Жнецы встречают своего нового коллегу — Дэйзи Эдер, бывшую актрису со специфическим характером. Она тут же вливается в коллектив, вызвав определённые эмоции у Мейсона. Джордж же, тем временем, пытается понять, почему она всю свою жизнь была такой одинокой, замкнутой и необщительной, и пытается это изменить с помощью Дэлорес и… боулинга. |            |                                              |                       |                                             |                  |
| 7 | 7          | «Reaper Madness» «Сумасшествие жнецов»       | Роберт Дункан МакНилл | Том Спэсиали                                | 8 августа 2003   |
| Джорджия впервые целуется, но уже после смерти — с шизофреником, который может видеть могильщиков. |            |                                              |                       |                                             |                  |
| 8 | 8          | «A Cook» «Повар»                             | Кевин Даулинг         | Джон Мазиус и Стивен Готчо                  | 15 августа 2003  |
| Забрав душу одной женщины, Джорджия оставляет себе её собаку. Узнав, что у Дэйзи аллергия на собак, Джорджия вынуждена остаться на ночь у Долорес. Руб забирает душу повара, работающего в любимом ресторанчике жнецов — Der Waffel Haus. |            |                                              |                       |                                             |                  |
| 9 | 9          | «Sunday Mornings» «Воскресным утром»         | Питер Лоэр            | Питер Око                                   | 22 августа 2003  |
| Джорджия заводит подругу, и понимает, что её отец не тот, кем она его всегда считала. В то время как действия Рокси приводят одного незаконопослушного гражданина к вере и религии. |            |                                              |                       |                                             |                  |
| 10 | 10         | «Business Unfinished» «Неоконченные дела»    | Дэвид Стрейтон        | Дэн Фэсман, Гарри Виктор и Джей Джей Филбин | 29 августа 2003  |
| Устав от своей низкооплачиваемой работы, Джорджия становится участницей аферы, придуманной Дэйзи и Мэйсоном. Они задумали выманить деньги у богатого мужчины, душа матери которого не хочет переправляться в другой мир. В это время Рокси решает свои проблемы со смертью. |            |                                              |                       |                                             |                  |
| 11 | 11         | «The Bicycle Thief» «Похититель велосипедов» | Питер Лоэр            | Пол Либерштейн                              | 5 сентября 2003  |
| Нуждаясь в деньгах на новый велосипед, Джорджия устраивается на другую работу. Опечаленная Долорес организует ей прощальную вечеринку в Счастливых денёчках. У Дэйзи проблемы с душой художника, который никак не хотел уходить. Мейсон забирает души гомосексуальной парочки, а собака Джей Ди убегает от Лассов. |            |                                              |                       |                                             |                  |
| 12 | 12         | «Nighthawks» «Ночные ястребы»                | Джеймс Уитмор-Младший | Стивен Готчо и Бриджит Карпентер            | 12 сентября 2003 |
| Страдая бессонницей и думая о своей жизни и жизни после смерти, Джорджия направляется в Der Waffel Haus. Там жнецы пишут характеристики под присмотром Руба. Джорджия запаниковала, когда увидела, что жатва Руба должна произойти в её доме. |            |                                              |                       |                                             |                  |
| 13 | 13         | «Vacation» «Выходной»                        | Дэвид Гроссман        | Питер Око                                   | 19 сентября 2003 |
| У Смерти выходной. Джорджия уговаривает Руба переместить бумажную работу с отчётами о душах в Счастливые денёчки. Джорджия грустит, увидев Джой, Клэнси и Реджи, направляющихся в семейный коттедж без неё. |            |                                              |                       |                                             |                  |
| 14 | 14         | «Rest In Peace» «Покойся с миром»            | Хэлен Шейвер          | Джон Мазиус и Стивен Готчо                  | 26 сентября 2003 |
| Семья Лассов хочет сходить на могилу Джорджии. Руб забирает душу учителя йоги, который стремится познать загробную жизнь. Джорджия просит Дэлорес вернуть ей её прежнюю работу и знакомится с мальчиком-жнецом душ животных. |            |                                              |                       |                                             |                  |

### Сезон 2 (2004)
| № общий | № в сезоне | Название                                   | Режиссёр              | Автор сценария                   | Дата премьеры    |
| --- | ---------- | ------------------------------------------ | --------------------- | -------------------------------- | ---------------- |
| 15 | 1          | «Send In The Clown» «Выпускной для клоуна» | Джеймс Уитмор-Младший | Стивен Готчо                     | 25 июля 2004     |
| На работе Джорджии нужно объяснить очень симпатичному, но глупому племяннику босса его обязанности. В то время как Мэйсону приходится переодеваться в клоуна, чтобы забрать душу на детской вечеринке в честь Дня Рождения.                                                                          |            |                                            |                       |                                  |                  |
| 16 | 2          | «The Ledger» «Гросбух жизни»               | Джефф Вулноф          | Стивен Готчо и Бриджит Карпетер  | 1 августа 2004   |
| Джорджия в растерянности - её родители продают дом, в котором она выросла, кто-то украл её велосипед, а на работе её обвиняют в краже офисных принадлежностей. Но удачу ей приносит именно смерть - Джорджии достается машина её жертвы!                                                             |            |                                            |                       |                                  |                  |
| 17 | 3          | «Ghost Story» «Страшилки на ночь»          | Милан Чейлов          | Стивен Готчо и Энни Уайзман      | 8 августа 2004   |
| Джорджии приходится ехать в лес вместе с коллегами из Счастливых денечков. Но даже там ей нужно выполнять свои обязанности жнеца. |            |                                            |                       |                                  |                  |
| 18 | 4          | «The Shallow End» «День в бассейне»        | Сара Пье Андерсон     | Стивен Готчо и Карл Кайдусэк     | 15 августа 2004  |
| Джорджия вспоминает прошлое и приходит к выводу что, чтобы быть популярным нужно всего лишь быть стервой. Мэйсон забирает душу пожилого мужчины в бассейне, но неприятности начинаются, когда мужчина говорит, что хочет увидеть собственные похороны.                                               |            |                                            |                       |                                  |                  |
| 19 | 5          | «Hurry» «Спешка»                           | Роберт Дункан МакНилл | Стивен Готчо и Бриджит Карпентер | 22 августа 2004  |
| Джорджия помогает Долорес произвести хорошее впечатление на аналитика времени и пространства, пришедшего инспектировать Счастливые денечки. Мейсон осваивает велосипедную езду, чтобы доказать Рубу, что он умеет приходить на жатву заранее, а Рокси и Джорджии достаются крайне нетерпеливые души. |            |                                            |                       |                                  |                  |
| 20 | 6          | «In Escrow» «В ожидании»                   | Стив Бирс             | Стивен Готчо и Энни Уайзман      | 29 августа 2004  |
| Джорджии впервые приходится принимать важное решение в Счастливых деньках, которое приводит к страшным последствиям. Джой подыскивает новое жилье. |            |                                            |                       |                                  |                  |
| 21 | 7          | «Rites Of Passage» «Поминальный обряд»     | Джеймс Уитмор-Младший | Бриджит Карпентер                | 5 сентября 2004  |
| У Джорджии её первый VIP-клиент – рок-звезда. Остальные жнецы ей завидуют. К Лассам, тем временем, приезжает бабушка. |            |                                            |                       |                                  |                  |
| 22 | 8          | «The Escape Artist» «Мастера побега»       | Дэвид Гроссман        | Стивен Готчо и Карл Гайдусэк     | 12 сентября 2004 |
| Джорджию посылают в гольф-клуб, где она влюбляется в сына своей очередной жертвы. А Реджи знакомится с мальчиком-жнецом, собирающим души животных. |            |                                            |                       |                                  |                  |
| 23 | 9          | «Be Still My Heart» «Успокойся, сердце»    | Тони Уэстман          | Энни Уайзман                     | 19 сентября 2004 |
| Джорджия приходит на похороны отца Трипа. |            |                                            |                       |                                  |                  |
| 24 | 10         | «Death Defying» «Смерть побоку»            | Дэвид Гроссман        | Карл Гайдусэк                    | 26 сентября 2004 |
| Отдав свою девственность Трипу и не дождавшись от него и звонка, Джорджия перестает верить в любовь, а у Дэйзи появляется новый поклонник. |            |                                            |                       |                                  |                  |
| 25 | 11         | «Ashes To Ashes» «Пепел к пеплу»           | Майкл Фрэско          | Мона Мансо и Анна Си Миллер      | 3 октября 2004   |
| Выдав себя за родственницу бездомного мужчины, Джорджия обнаруживает, что она оказывается более вовлечённой в его смерть, чем планировала. |            |                                            |                       |                                  |                  |
| 26 | 12         | «Forget Me Not» «Не забывай меня»          | Брэд Тёрнер           | Стивен Готчо и Бриджит Карпентер | 10 октября 2004  |
| Джорджия пытается убедить женщину в том, что та умерла. Мэйсон и Рэй дерутся из-за Дэйзи. |            |                                            |                       |                                  |                  |
| 27 | 13         | «Last Call» «Последнее напоминание»        | Стив Бирс             | Стивен Готчо и Энни Уайзман      | 17 октября 2004  |
| Дэйзи и Мэйсон пытаются скрыть ото всех смерть Рея. Джорджия сожалеет о том, чего не успела достичь при жизни, в то время как Мейсон готовится к продвижению «дальше» в своей загробной жизни. Реджи остается дома одна.                                                                             |            |                                            |                       |                                  |                  |
| 28 | 14         | «Always» «Навечно»                         | Сара Пье Андерсон     | Стивен Готчо и Карл Гайдусэк     | 24 октября 2004  |
| Джорджии и Рубу приходится лицом к лицу столкнуться с их прошлыми жизнями. |            |                                            |                       |                                  |                  |
| 29 | 15         | «Haunted» «Дом с привидениями»             | Джеймс Уитмор-Младший | Джон Мазиус и Стивен Готчо       | 31 октября 2004  |
| Наступил Хэллоуин. Согласно одной из легенд, жнецов в этот день можно увидеть в их истинном обличии. А в это время в городе появляется серийный убийца. |            |                                            |                       |                                  |                  |